# کی می‌داند
کی می‌داند (فرانسوی: Va savoir‎) یک فیلم کمدی‌درام رمانتیک فرانسوی به کارگردانی ژاک ریوت محصول سال ۲۰۰۱ است.

## بازیگران
- ژان بالیبار
- سرجو کاستلیتو
- والریا کاوالی
- کلود بری
- الن دو فوژرول
- برونو تودشینی
- ژاک بونافه
- کاترین روول